# Augusto Salinas Fuenzalida
Augusto Osvaldo Nicolás Salinas Fuenzalida (Santiago, 11 de septiembre de 1899 –Valparaíso, 1 de agosto de 1991) fue un eclesiástico chileno, que se desempeñó como obispo de la Diócesis de Temuco (1939-1941), de la Diócesis de Ancud (1950-1958) y de la Diócesis de Linares (1958-1976).

## Biografía
Nació en Santiago de Chile el 11 de septiembre de 1899. Hijo de Don Manuel Salinas González y Doña María Teresa Fuenzalida Guzmán, fue bautizado con en el nombre de Osvaldo Nicolás. 
Hizo sus estudios en el Colegio de los Padres Franceses de la Alameda Bernardo O’Higgins.  En 1918 ingresó a la Escuela de Leyes de la Universidad de Chile. Al año siguiente se alistó en el Curso de Suboficiales del Regimiento de Infantería “Yungay”, traído a Santiago desde San Felipe por orden del Ministro de Guerra don Ladislao Errázuriz Lazcano. A finales de 1919 se traslada a la Universidad Católica de Chile donde terminó exitosamente su carrera de Abogado el 1 de septiembre de 1923. En esta casa de estudios conoce a Alberto Hurtado Cruchaga y Manuel Larraín Errázuriz, quienes también serían pastores de la Iglesia Católica. Durante su tiempo de estudios universitarios colaboró en la promoción social obrera en diversos Patronatos de Santiago.

## Vocación religiosa
En octubre de 1923, cuando tenía 24 años, y luego de haber obtenido su título de abogado, ingresa en el noviciado de la Congregación de los Sagrados Corazones en Los Perales, Villa Alemana. Realiza los estudios eclesiásticos de filosofía y teología en la misma casa de la Congregación. Años más tarde relataba así los inicios de su vocación sacerdotal:
“Yo comulgaba todos los días. Un día después de hacerlo y mientras reflexionaba tuve este pensamiento: ¿Cómo le he retribuido yo a Dios todos los bienes que he recibido? Y encontré que la única respuesta era entregarme a él por completo. Esa fue mi vocación”.
El ejemplo de los sacerdotes Mateo Crawley, Carlos Monge y Damián Symon de la Congregación de los Sagrados Corazones fue gran impulso en su vocación. El día de su profesión religiosa renunció a su nombre civil y pidió ser identificado por el de Augusto, en recuerdo del P. Augusto Jammet, ilustre educador que también marcó su vida consagrada.
Fue ordenado sacerdote en Valparaíso por su ya venerable tío el obispo de Concepción Mons. Gilberto Fuenzalida Guzmán el 16 de diciembre de 1928, y destinado poco después para servir el cargo de profesor de Economía Política y Literatura en el Colegio de los Padres Franceses del Puerto, Valparaíso. En esa ciudad ocupó el cargo de Rector del Colegio de los Sagrados Corazones. 

## Ministerio episcopal
Una noche llegó a visitarlo Mons. Carlos Casanueva, Rector de la Universidad Católica de Santiago, quien a nombre del Nuncio Apostólico Aldo Laghi le comunicó que el papa Pío XII lo preconizaría obispo de la Diócesis de Temuco el 29 de agosto de 1939. De esta forma sucede a Mons. Alfredo Silva Santiago quien había sido trasladado a Concepción.
El 26 de noviembre de 1939 fue Consagrado Obispo en el templo de los Sagrados Corazones de Valparaíso por el Nuncio Apostólico Mons. Aldo Laghi. Estuvo a cargo de la Diócesis de Temuco un año y medio (1939-1941) hasta que el Santo Padre Pío XII lo designó Obispo Auxiliar de Santiago, bajo el arzobispado de Monseñor José María Caro, siendo trasladado a la Sede Titular de Nisiro el 9 de febrero de 1941. En 1949 hace la Visita Ad Limina en representación del Cardenal Caro. 
El 3 de agosto de 1950 el papa Pío XII lo envía a la Diócesis de San Carlos de Ancud, donde en 1954 celebró sus bodas de plata sacerdotales y el IV Sínodo de Ancud. El 15 de junio de 1958 el papa Pío XII lo traslada a la Diócesis de Linares, tomando posesión el 29 de agosto de ese mismo año.
El 7 de diciembre de 1959 funda el Instituto Seminario San Ambrosio de Linares con el fin de mejorar la formación sacerdotal del clero y atraer más vocaciones.

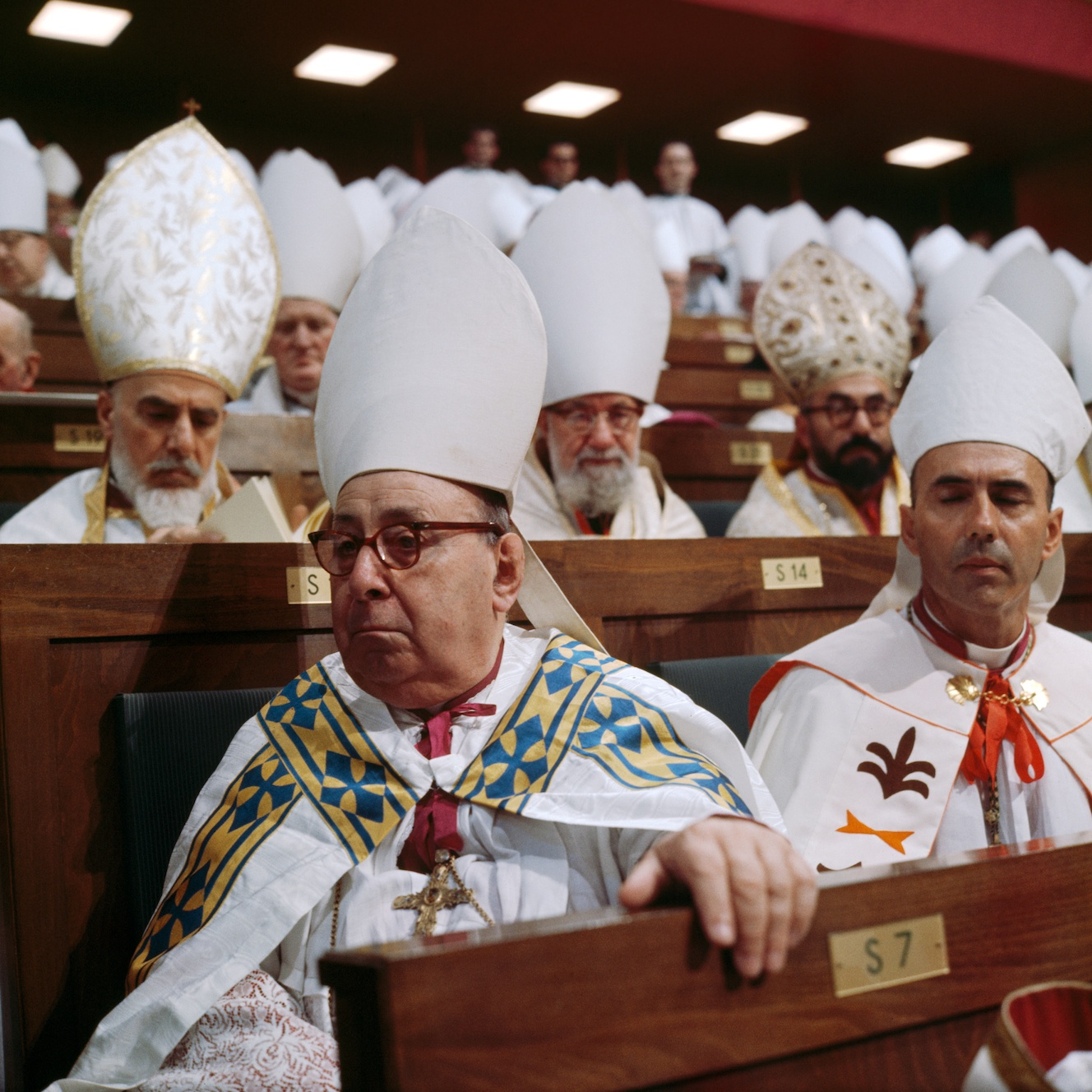
Concilio Vaticano II (1963)

### Participación en el Concilio Vaticano II
Mons. Augusto Salinas participó con entusiasmo en las 4 sesiones del Concilio Ecuménico Vaticano II inaugurado en 1962 por el papa Juan XXIII y finalizado por el papa Pablo VI. En una alocución dirigida a los padres conciliares, Mons. Salinas propone que a los laicos se les dé un papel más importante:
«Es también una característica de estas sesiones, el anhelo unánime de todos los Padres Conciliares, de que los laicos tengan en la Iglesia el papel que les corresponde en cuanto bautizados, es decir consagrados, perteneciente, por lo mismo a un sacerdocio, que deben ejercer para bien suyo y de toda la comunidad [...] ahora que estamos palpando un ambiente, que no es humano, sino fruto de la divina gracia, no tenemos duda ninguna de que sus resultados contribuirán poderosa y eficazmente al mandamiento de un nuevo mundo, en el que reinen la justicia, el amor y la paz».

### Restauración del Diaconado Permanente
Mons. Salinas fue quien ordenó en el templo de la Parroquia San José de Parral el 25 de febrero de 1973 a los primeros seis diáconos permanentes que tuvo la Diócesis, de los cuales después don Ramón Iturra Muñoz, fue ordenado sacerdote por el Obispo don Carlos Camus en atención a su abnegado trabajo en Copihue y las capillas de alrededor.

### Defensor de la Doctrina Social de la Iglesia
Fue un acérrimo defensor de la Doctrina Social de la Iglesia impulsada por el papa León XIII con su encíclica Rerum Novarum (1891), enfrentando a varios sacerdotes que defendían posiciones más cercanas al socialismo cristiano. Siendo obispo debió enfretarse con Óscar Larson y Hugo Montes de la Acción Católica, y con Carlos Valenzuela de la Parroquia de Huelquén, por sus posiciones en materia social y política cuya impronta era de carácter más socialista que católica. Sostuvo intensos diálogos con Alberto Hurtado, a quien le pidió la renuncia como asesor de la Acción Católica debido a algunos malentendidos con su labor pastoral con los más pobres; además de tener públicas polémicas con dirigentes de la Falange Nacional y con el obispo Manuel Larraín Errázuriz, por la defensa que estos hacían de la necesidad de reformas sociales.

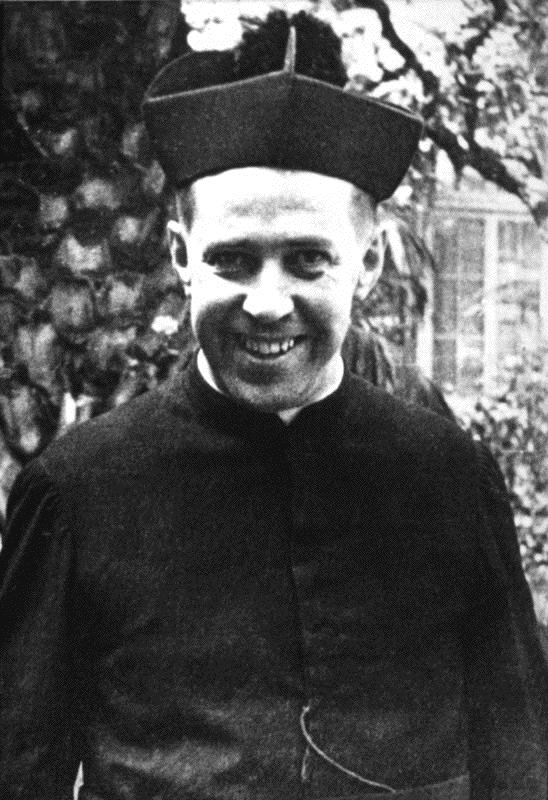
Padre Alberto Hurtado Cruchaga (1923)

## Fallecimiento y legado
Dejó la diócesis de Linares en 1976 tras cumplir 75 años, siendo sucedido por Mons. Carlos Camus. Se retiró al Convento de su Congregación en la ciudad de Valparaíso donde escribió varios libros. Falleció en Valparaíso el 1 de agosto de 1991 donde permaneció sepultado en la cripta del Templo de su Congregación de los Sagrados Corazones, porque esa fue su última voluntad, hasta que sus restos mortales fueron trasladados a la Cripta de la Catedral de la Diócesis de Linares el 7 de diciembre de 2014. Cuando fue su funeral en 1991 Mons. Carlos Camus estaba en Viña del Mar y presidió el funeral efectuado en la Iglesia Catedral de Linares. Un pequeño grupo habitacional lleva su nombre en Linares, y en Santiago existe un Colegio con su nombre en la Avda. Vicuña Mackenna.

## Obras
- Algunos caracteres de la propiedad minera, memoria de prueba. Santiago, Imprenta Chile (1923).
- Carta pastoral que el Obispo de la Diócesis de San José de Temuco dirige al clero y fieles. Padres Las Casas, Imprenta San Francisco, (1940).
- Carta del excelentísimo y reverendísimo Monseñor Augusto Salinas Fuenzalida sobre orientaciones de la jerarquía a la Asociación de Jóvenes de la Acción Católica, dirigida al Presidente Nacional de dicha Asociación. Santiago, Imprenta El Imparcial (1947).